# Ligue des champions de l'OFC 2013-2014
Navigation
Édition précédente Édition suivante
La Ligue des champions de l'OFC 2013-2014 est la 13e édition de la Ligue des champions de l'OFC. Elle met aux prises les champions des différentes nations affiliées à la Confédération du football d'Océanie (OFC).
La compétition subit plusieurs modifications par rapport aux éditions précédentes :
- Un tour préliminaire oppose les clubs champions de quatre nations océaniennes jusque-là absentes de la Ligue des champions : les Tonga, les Samoa américaines, les îles Cook et les Samoa. Le vainqueur se qualifie pour la phase de poules.
- La phase de poules s'élargit avec l'instauration d'un troisième groupe. Elle passe de 8 à 12 clubs en phase de poules. Les Fidji, la Polynésie française et le Vanuatu ont droit à deux places en  phase de poules.
- La phase finale est modifiée : les demi-finales opposent désormais les trois premiers de chaque groupe du premier tour et le meilleur deuxième.

## Participants
La Ligue des champions s'élargit avec l'entrée de trois clubs supplémentaires, portant à 15 le nombre de clubs engagés dans cette compétition.
| Pays                                              | Club                | Qualification                                                                                  |
| Phase de groupes                                  | Phase de groupes    | Phase de groupes                                                                               |
| ------------------------------------------------- | ------------------- | ---------------------------------------------------------------------------------------------- |
| Fidji                                             | Ba FC               | Champion des Fidji 2013                                                                        |
| Fidji                                             | Nadi FC             | Vice-champion des Fidji 2013                                                                   |
| Nouvelle-Calédonie                                | AS Magenta          | Champion de Nouvelle-Calédonie 2012                                                            |
| Nouvelle-Zélande                                  | Waitakere United    | Champion de Nouvelle-Zélande 2012-2013                                                         |
| Nouvelle-Zélande                                  | Auckland City       | Vice-champion de Nouvelle-Zélande 2012-2013                                                    |
| Papouasie-Nouvelle-Guinée                         | Hekari United       | Premier à l'issue de la phase régulière du championnat de Papouasie-Nouvelle-Guinée 2013       |
| Îles Salomon                                      | Solomon Warriors FC | Champion des Îles Salomon 2013-2014                                                            |
| Polynésie française                               | AS Dragon           | Champion de Polynésie française 2012-2013                                                      |
| Polynésie française                               | AS Pirae            | Vainqueur de la phase régulière du championnat de championnat de Polynésie française 2013-2014 |
| Vanuatu                                           | Tafea FC            | Vainqueur de la National Soccer League 2013                                                    |
| Vanuatu                                           | Amicale FC          | Finaliste de la National Soccer League 2013                                                    |
| Tour préliminaire (Associations en développement) |                     |                                                                                                |
| Samoa américaines                                 | Pago Youth          | Champion des Samoa américaines 2012                                                            |
| Îles Cook                                         | Tupapa Maraerenga   | Champion des îles Cook 2012                                                                    |
| Samoa                                             | Kiwi FC             | Champion des Samoa 2011-2012                                                                   |
| Tonga                                             | Lotoha'apai United  | Champion des Tonga 2011-2012                                                                   |

## Compétition

### Tour préliminaire
Le tour préliminaire se déroule sous un format de mini-championnat à quatre, les équipes se rencontrant une seule fois. Cette phase se déroule à Pago Pago aux Samoa américaines.
Légende des classements
- Qualifié pour la phase de poules

Légende des résultats
- Victoire
- Match nul
- Défaite

| Rang | Équipe             | Pts | J | G | N | P | Bp | Bc | Diff |  | Résultats (▼ dom., ► ext.) |  |     |     |      |
| ---- | ------------------ | --- | - | - | - | - | -- | -- | ---- |  | -------------------------- |  | --- | --- | ---- |
| 1    | Kiwi FC            | 9   | 3 | 3 | 0 | 0 | 12 | 3  | +9   |  | Kiwi FC                    |  | 3-0 | 4-2 | 5-1  |
| 2    | Tupapa Maraerenga  | 6   | 3 | 2 | 0 | 1 | 14 | 4  | +10  |  | Tupapa Maraerenga          |  |     | 3-0 | 11-1 |
| 3    | Lotoha'apai United | 0   | 2 | 0 | 0 | 2 | 2  | 7  | -5   |  | Lotoha'apai United         |  |     |     | x-x  |
| 4    | Pago Youth         | 0   | 2 | 0 | 0 | 2 | 2  | 16 | -14  |  | Pago Youth                 |  |     |     |      |

#### Résultats
| 15 octobre 2013 | Lotoha'apai United | 0 – 3 | Tupapa Maraerenga                  | Pago Park Soccer Stadium, Pago Pago        |                                            |
| 12:00           |                    |       | 10e Best · 83e Harmon · 87e Fowler | Spectateurs : 900 Arbitrage : Salesh Chand | Spectateurs : 900 Arbitrage : Salesh Chand |
| 12:00           | Rapport            |       |                                    | Spectateurs : 900 Arbitrage : Salesh Chand | Spectateurs : 900 Arbitrage : Salesh Chand |

| 16 octobre 2013 | Kiwi FC                                    | 5 – 1 | Pago Youth | Pago Park Soccer Stadium, Pago Pago       |                                           |
| 9:00            | Gaughan 14e (pen.) 30e 66e · Cowan 23e 39e |       | 60e Kang   | Spectateurs : 700 Arbitrage : Matt Conger | Spectateurs : 700 Arbitrage : Matt Conger |
| 9:00            | Rapport                                    |       |            | Spectateurs : 700 Arbitrage : Matt Conger | Spectateurs : 700 Arbitrage : Matt Conger |

| 17 octobre 2013 | Lotoha'apai United         | 2 – 4 | Kiwi FC                                 | Pago Park Soccer Stadium, Pago Pago        |                                            |
| 12:00           | Moala 10e · M. Uhatahi 15e |       | 12e Mason · 32e 51e Cowan · 59e Gaughan | Spectateurs : 800 Arbitrage : Isaac Trevis | Spectateurs : 800 Arbitrage : Isaac Trevis |
| 12:00           | Rapport                    |       |                                         | Spectateurs : 800 Arbitrage : Isaac Trevis | Spectateurs : 800 Arbitrage : Isaac Trevis |

| 17 octobre 2013 | Pago Youth | 1 – 11 | Tupapa Maraerenga | Pago Park Soccer Stadium, Pago Pago               |                                                   |
| 15:00           | Kang 1re   |        | 17e 71e (pen.) Paulus · 45+1e Best · 50e (pen.) Strickland · 54e 60e (pen.) 78e 87e Margetts · 85e Ruka · 90e Turepu · 90+3e Harmon | Spectateurs : 900 Arbitrage : Campbell-Kirk Waugh | Spectateurs : 900 Arbitrage : Campbell-Kirk Waugh |
| 15:00           | Rapport    |        | | Spectateurs : 900 Arbitrage : Campbell-Kirk Waugh | Spectateurs : 900 Arbitrage : Campbell-Kirk Waugh |

| 19 octobre 2013 | Pago Youth | Annulé | Lotoha'apai United | Pago Park Soccer Stadium, Pago Pago |                          |
| 12:00           |            |        |                    | Arbitrage : Salesh Chand            | Arbitrage : Salesh Chand |

Note: La rencontre entre les Pago Youth et Lotoha'apai United a été annulée en raison de fortes pluies et aucune date ultérieure n'a été décidée car les deux équipes ne pouvaient plus se qualifier pour la phase de groupes.
| 19 octobre 2013 | Tupapa Maraerenga | 0 – 3 | Kiwi FC                             | Pago Park Soccer Stadium, Pago Pago         |                                             |
| 14:30           |                   |       | 22e Cowan · 27e Mason · 88e Gaughan | Spectateurs : 1 000 Arbitrage : Matt Conger | Spectateurs : 1 000 Arbitrage : Matt Conger |
| 14:30           | Rapport           |       |                                     | Spectateurs : 1 000 Arbitrage : Matt Conger | Spectateurs : 1 000 Arbitrage : Matt Conger |

### Phase de groupes
Légende des classements
- Qualifié pour les demi-finales
- Meilleur deuxième

Légende des résultats
- Victoire à domicile
- Match nul
- Victoire à l'extérieur

#### Groupe A
| Rang | Équipe              | Pts | J | G | N | P | Bp | Bc | Diff |  | Résultats (▼ dom., ► ext.) |  |     |     |     |
| ---- | ------------------- | --- | - | - | - | - | -- | -- | ---- |  | -------------------------- |  | --- | --- | --- |
| 1    | AS Pirae            | 9   | 3 | 3 | 0 | 0 | 13 | 2  | +11  |  | AS Pirae                   |  | 2-1 | 3-1 | 8-0 |
| 2    | Solomon Warriors FC | 4   | 3 | 1 | 1 | 1 | 10 | 3  | +7   |  | Solomon Warriors FC        |  |     | 1-1 | 8-0 |
| 3    | Waitakere United    | 4   | 3 | 1 | 1 | 1 | 4  | 4  | 0    |  | Waitakere United           |  |     |     | 2-0 |
| 4    | Kiwi FC             | 0   | 3 | 0 | 0 | 3 | 0  | 18 | -18  |  | Kiwi FC                    |  |     |     |     |

#### Groupe B
| Rang | Équipe        | Pts | J | G | N | P | Bp | Bc | Diff |  | Résultats (▼ dom., ► ext.) |  |     |     |     |
| ---- | ------------- | --- | - | - | - | - | -- | -- | ---- |  | -------------------------- |  | --- | --- | --- |
| 1    | Amicale FC    | 9   | 3 | 3 | 0 | 0 | 8  | 0  | +8   |  | Amicale FC                 |  | 1-0 | 1-0 | 6-0 |
| 2    | Auckland City | 6   | 3 | 2 | 0 | 1 | 6  | 1  | +5   |  | Auckland City              |  |     | 3-0 | 3-0 |
| 3    | AS Dragon     | 3   | 3 | 1 | 0 | 2 | 5  | 4  | +1   |  | AS Dragon                  |  |     |     | 5-0 |
| 4    | Nadi FC       | 0   | 3 | 0 | 0 | 3 | 0  | 14 | -14  |  | Nadi FC                    |  |     |     |     |

#### Groupe C
| Rang | Équipe        | Pts | J | G | N | P | Bp | Bc | Diff |  | Résultats (▼ dom., ► ext.) |  |     |     |     |
| ---- | ------------- | --- | - | - | - | - | -- | -- | ---- |  | -------------------------- |  | --- | --- | --- |
| 1    | Ba FC         | 7   | 3 | 2 | 1 | 0 | 7  | 1  | +6   |  | Ba FC                      |  | 2-0 | 4-0 | 1-1 |
| 2    | AS Magenta    | 4   | 3 | 1 | 1 | 1 | 5  | 5  | 0    |  | AS Magenta                 |  |     | 3-1 | 2-2 |
| 3    | Tafea FC      | 3   | 3 | 1 | 0 | 2 | 4  | 8  | -4   |  | Tafea FC                   |  |     |     | 3-1 |
| 4    | Hekari United | 2   | 3 | 0 | 2 | 1 | 4  | 6  | -2   |  | Hekari United              |  |     |     |     |

#### Classements des deuxièmes de groupe
| Rang | Équipe                         | Pts | J | G | N | P | Bp | Bc | Diff |
| ---- | ------------------------------ | --- | - | - | - | - | -- | -- | ---- |
| 1    | Auckland City FC (Groupe B)    | 6   | 3 | 2 | 0 | 1 | 6  | 1  | +5   |
| 2    | Solomon Warriors FC (Groupe A) | 4   | 3 | 1 | 1 | 1 | 10 | 3  | +7   |
| 3    | AS Magenta (Groupe C)          | 4   | 3 | 1 | 1 | 1 | 5  | 5  | 0    |

### Phase finale

#### Demi-finales
| Équipe 1         | Résultat | Équipe 2   | Aller | Retour |
| ---------------- | -------- | ---------- | ----- | ------ |
| Auckland City FC | 4 - 2    | AS Pirae   | 3 - 0 | 1 - 2  |
| Ba FC            | 1 - 2    | Amicale FC | 1 - 2 | 0 - 0  |

#### Finale
| 10 mai 2014 | Amicale FC | 1 - 1 | Auckland City FC | Port-Vila Municipal Stadium, Port-Vila         |                                                |
| 14:00       | Fred 75e   |       | 29e Tade         | Spectateurs : 10 000 Arbitrage : Kader Zitouni | Spectateurs : 10 000 Arbitrage : Kader Zitouni |
| 14:00       | (Rapport)  |       |                  | Spectateurs : 10 000 Arbitrage : Kader Zitouni | Spectateurs : 10 000 Arbitrage : Kader Zitouni |

| 18 mai 2014 | Auckland City FC        | 2 - 1 | Amicale FC   | Kiwitea Street, Auckland                       |                                                |
| 14:00       | De Vries 67e · Tade 87e |       | 45+1e Tangis | Spectateurs : 3 000 Arbitrage : Norbert Hauata | Spectateurs : 3 000 Arbitrage : Norbert Hauata |
| 14:00       | (Rapport)               |       |              | Spectateurs : 3 000 Arbitrage : Norbert Hauata | Spectateurs : 3 000 Arbitrage : Norbert Hauata |

| Ligue des Champions 2013-2014 Auckland City FC Sixième titre |